# Akridin
Acridin, , je organsko jedinjenje i azotno heterociklično jedinjenje.
Acridin je strukturno srodan sa antracenom. Kod njega je jedna od centralnih CH grupa antracena zamenjena azotom. Akridin je bezbojan čvrst materijal. On prvi put izolovan iz katrana. Acridin  je sirovina u proizvodnji boja i niza lekova. Mnogi akridini, kao što je proflavin, isto tako imaju antiseptička svojstva. Akridin i srodni derivati se vezuju za DNK i RNK usled njihove sposobnosti da interkaliraju. Akridin-oranž (3,6-dimetilaminoakridin) je nukleinska kiselina koja je selektivna metahromatska boja sa primenom u određivanju ćelijskog ciklusa. Akridarsin je formalno izveden iz akridina zamenom atoma azota sa arsenikom, a akridofosfin zamenom sa fosforom.